# 윤중국
윤중국(1930년 10월 10일 ~ )는 대한민국의 정치인이다.